# 일반 객체 요구 매개자간 프로토콜
일반 객체 요구 매개자간 프로토콜(一般客體要求媒介者間-, General Inter-ORB Protocol, GOP)은 분산 컴퓨팅에서 메시지 프로토콜이며, 이 프로토콜에 의해 객체 요청 브로커(ORB)가 CORBA로 통신한다. 이 프로토콜과 관련한 표준들은 객체 관리 그룹(OMG)에 의해 유지보수된다. GIOP의 현재 버전은 2.0.2이다. GIOP의 구조는 다음을 포함한 여러 프로토콜들을 제공한다:
1. IIOP(Internet InterORB Protocol) - 인터넷에서 사용할 수 있게 한 GIOP의 구현체의 하나로, GIOP 메시지와 TCP/IP 계층 간 매핑을 제공한다.[1]
2. SSLIOP(SSL InterORB Protocol) - SSL을 경유한 IIOP로서, 암호화와 인증을 제공한다.
3. HTIOP(HyperText InterORB Protocol) - HTIOP는 HTTP를 경유한 IIOP로서, 투명한 프록시 바이패스를 제공한다.
4. ZIOP(Zipped IOP) - GIOP의 zip 버전으로, 대역 사용률을 줄여준다.

## 환경에 특화된 ORB 간 프로토콜
GIOP의 대안으로서 CORBA는 환경에 특화된 ORB 간 프로토콜(Environment Specific Inter-ORB Protocol, ESIOP)의 개념을 포함하고 있다. GIOP는 대부분의 CORBA 구현체의 범용 목적의 요구를 충족하기 위해 정의되지만, ESIOP는 특수한 욕구사항을 해결하기 위한 시도로 볼 수 있다. 이를테면, ESIOP는 한정된 대역이나 높은 레이턴시가 있는 네트워크 상에서 효율성을 제고하기 위해 대안이 되는 프로토콜 인코딩을 사용할 수 있다. 또, ESIOP는 분산 컴퓨팅 환경(DCE)처럼 일부 CORBA가 아닌 기술 스택의 최상단에 CORBA를 계층화하는데 사용할 수 있다.
DCE 공통 ORB 간 프로토콜(DCE Common Inter-ORB Protocol, DCE-CIOP)은 DCE에서 사용하기 위한 ESIOP이다. CORBA를 DCE RPC와 CDR(Command Data Representation)과 매핑시켜 준다.:48 DCE-CIOP는 CORBA 2.6.1 표준의 16장에 정의되어 있다.

## 참고 문헌
- “The official CORBA standard from the OMG group”. 2017년 4월 2일에 원본 문서에서 보존된 문서. 2017년 4월 18일에 확인함.